# داکوتا ارنست
داکوتا ارنست (به انگلیسی: Dakota Earnest) ژیمناست زادهٔ ۱۶ نوامبر ۱۹۹۳ میلادی اهل کشور ایالات متحده آمریکا است.